# Leon Urmowski
Leon Urmowski (ur. prawdopodobnie w 1794 we Lwowie?, zm. 13 grudnia 1814 w Lublinie) – polski artysta grafik, żołnierz księstwa Warszawskiego.

## Życiorys
Urodził się prawdopodobnie w 1794 we Lwowie gdzie mieszkali jego rodzice Piotr i Marianna z d. Piasecka. Po śmierci rodziców opiekę nad nim i jego siostrą sprawował starszy brat Klemens. W styczniu 1810 wstępuje do Szkoły Elementarnej Artylerii i Saperów. W styczniu 1812 pracuje w Sztabie Generalnym jako topograf. 
Przed rozpoczęciem kampanii 1812 dostał przydział do 17 dywizji jako adiutant Sztabu Głównego. Brał udział w bitwie nad Berezyną i w kwietniu następnego roku dostał przydział do batalionu saperów. Brał udział w kampanii 1813 i w bitwie pod Lipskie dostał się do niewoli. W sierpniu 1813 przebywał w Dreźnie gdzie miał możliwość poznania techniki sztychowania.
W marcu 1814 był już w Lublinie i prawdopodobnie wtedy wstąpił do loży wolnomularskiej. Bierze udział w pracach kartograficznych i przy opracowaniu planu Warszawy wydanego w 1815.
Zmarł 13 grudnia 1814 w Lublinie na gruźlicę, na którą w marcu 1812 ciężko zachorował. Pochowany został na lubelskim cmentarzu przy ulicy Lipowej.